# Třída Marceau
Třída Marceau byla třída barbetových bitevních lodí francouzského námořnictva. Celkem byly postaveny tři jednotky této třídy. Ve službě byly od roku 1891. Po vyřazení byly sešrotovány. Byly to poslední postavené francouzské barbetové lodě.

## Stavba
Tři jednotky této třídy postavily v letech 1882–1893 francouzské loděnice Arsenal de Toulon v Toulonu, Forges et Chantiers de la Méditerranée v La Seyne a Arsenal de Brest v Brestu. Dlouhá stavba plavidel způsobila, že v době dokončení již poměrně zastaraly.
Jednotky třídy Marceau:
| Jméno   | Loděnice                               | Založení kýlu | Spuštěna        | Vstup do služby | Poznámka                                                 |
| ------- | -------------------------------------- | ------------- | --------------- | --------------- | -------------------------------------------------------- |
| Marceau | Forges et Chantiers de la Méditerranée | 1882          | 24. května 1887 | 14. března 1891 | Od roku 1906 cvičná loď, od srpna 1914 opravárenská loď. |
| Neptune | Arsenal de Brest                       | 1882          | 7. května 1887  | červenec 1892   | Od roku 1908 hulk.                                       |
| Magenta | Arsenal de Toulon                      | 1883          | 19. dubna 1890  | únor 1893       | Vyřazena 1910.                                           |

## Konstrukce

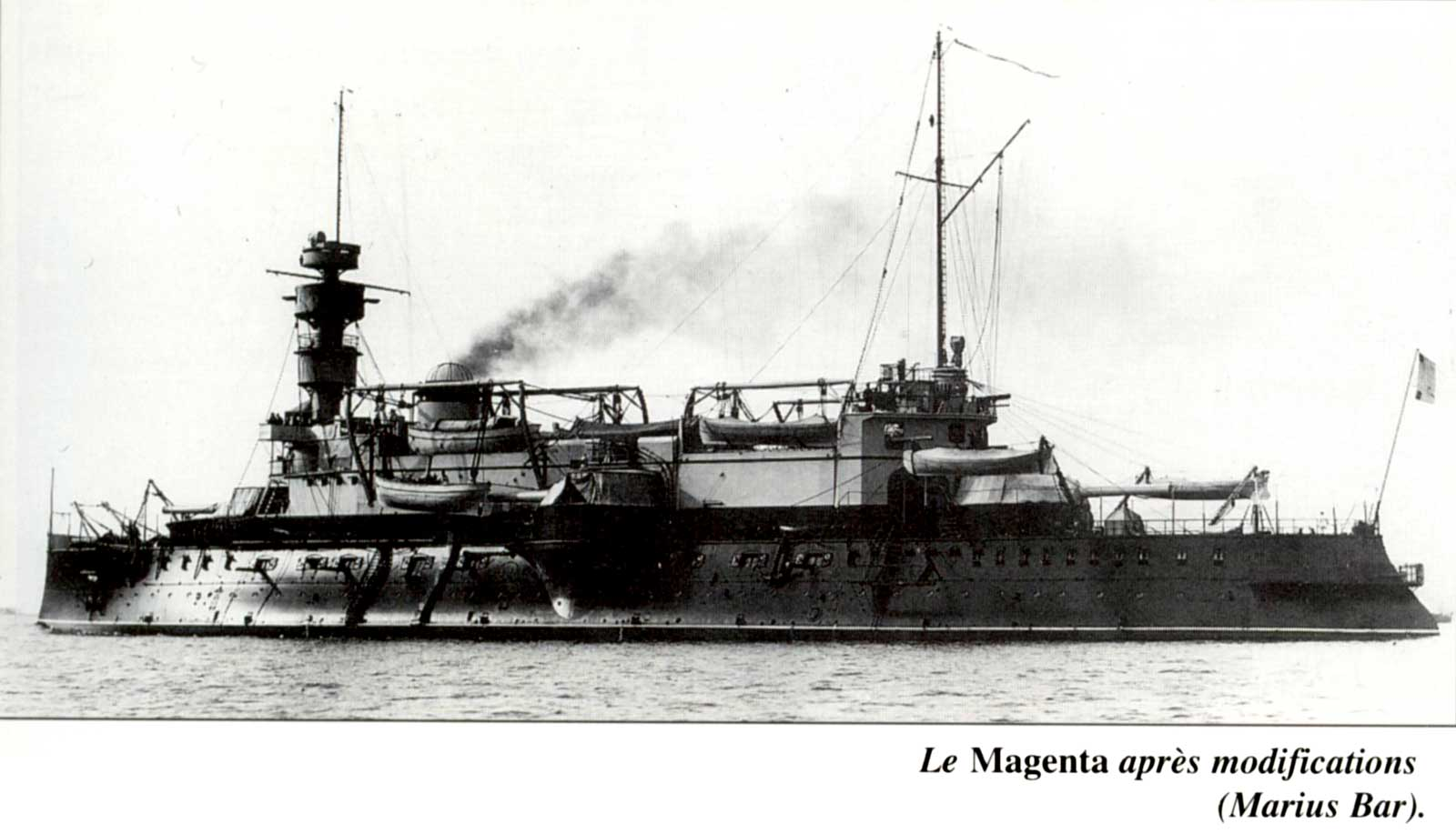
Magenta

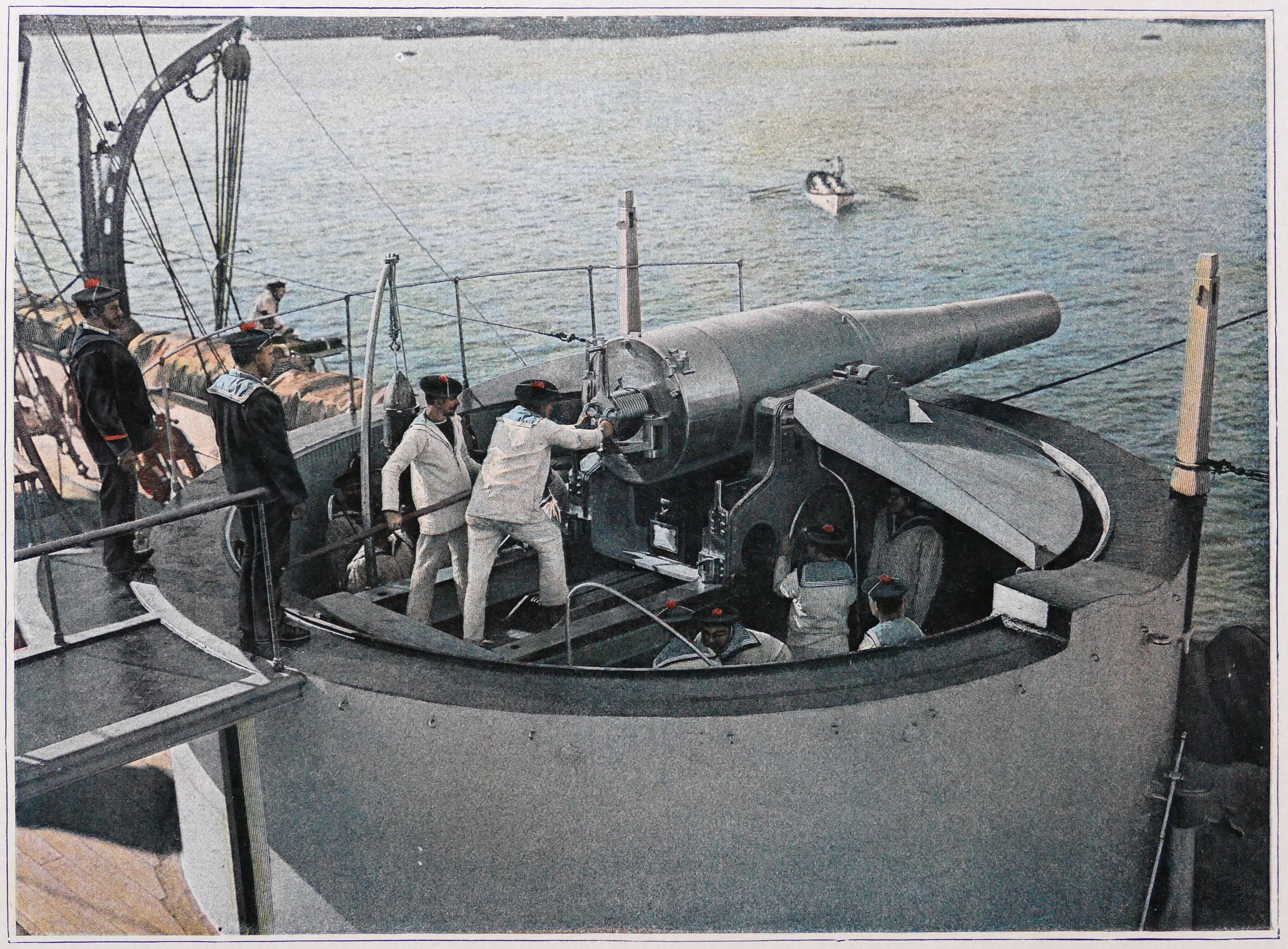
Magenta

Jednotlivá plavidla se od sebe mírně lišila (nástavby, výzbroj, pancéřování, pohon). Hlavní výzbroj plavidla Marceau tvořily čtyři 340mm kanóny umístěné po jednom na přídi, na zádi a na bocích trupu. Sekundární výzbroj představovalo šestnáct 139mm/30 kanónů M1884. Lehkou výzbroj představovaly tři 65mm kanóny, devět 47mm kanónů a osm 37mm pětihlavňových rotačních revolverových kanónů Hotchkiss. Výzbroj doplňovaly tři 350mm torpédomety. Část lehké výzbroje byla umístěna na bojových stěžních marsech. Pohonný systém tvořilo osm kotlů a dva parní stroje o výkonu 11 000 hp, které poháněly dva lodní šrouby. Nejvyšší rychlost dosahovala 16 uzlů. Dosah byl 4000 námořních mil při 10 uzlech.